# Здание Черниговского реального училища
Здание Черниговского реального училища или Здание бывшего реального училища, где размещался штаб Красногвардейского отряда и учились О. С. Десняк, Г. О. Збанацкий — памятник архитектуры и истории местного значения в Чернигове. В настоящее время в здании размещается Черниговский кооперативный техникум.

## История
Решением исполкома Черниговского областного совета народных депутатов трудящихся от 31.05.1971 № 286 присвоен статус памятник истории местного значения с охранным № 52 под названием Здание бывшего реального училища, где размещался штаб Красногвардейского отряда и учились О. С. Десняк (Руденко), Г. О. Збанацкий известный советский писатель, позже именовался Здание бывшего реального училища, где размещался штаб Красногвардейского отряда и учились О. С. Десняк (Руденко), Г. О. Збанацкий известный советский писатель, И. Кожар — воин-интернационалист.
Решением исполкома Черниговского областного совета народных депутатов от 26.03.1984 № 118 присвоен статус памятник архитектуры местного значения с охранным № 10-Чг Здание реального училища. На здании установлена информационная доска.

## Описание
Архитектор — Дмитрий Васильевич Савицкий. Двухэтажный, каменный, Г-образный в плане дом. Сочетает композиционные приёмы классицизма и декоративные элементы, характерные архитектуре модерна конца 19 — начала 20 веков. Здание занимает угол улиц Преображенская и Музейная, где фасад повернут на северо-запад со входами с обеих улиц.
Черниговское реальное училище — среднее учебное заведение — было открыто в 1902 году в собственном помещении на углу улиц Гончая и Бульварная. В 1915 году училище включало семь основных и один подготовительный классы, насчитывало 286 учеников. В 1917 году училище было закрыто. В училище учились Олекса Десняк, Григорий Олиферович Збанацкий, Иван Павлович Товстух.
После закрытия училища: в период 1917—1918 годы в здании находился штаб красногвардейского отряда, затем в период 1919—1933 годы — Черниговский институт народного образования, 1933—1941 годы — Высшая коммунистическая сельскохозяйственная школа. После Великой Отечественной войны к зданию с южной стороны (по стороне улицы Горького) был пристроен новый корпус. С этого периода в здании размещается Черниговский кооперативный техникум. Сейчас кроме кооперативного техникума в здании расположены филиалы Полтавского университета экономики и торговли и Классического частного университета.
Мемориальные доски:
1. украинскому советскому писателю и журналисту, уроженцу Черниговщины Олексе Десняку — на здании института социального воспитания (сейчас училище), где учился (1928—1931)[4]
2. украинскому советскому писателю, Герою Советского Союза, уроженцу Черниговщины Григорию Олиферовичу Збанацкому — на здании училища, где учился
3. штабу красногвардейского отряда — демонтирована — на здании училища, где располагался штаб (1917—1918, доска 1971)[5]
4. советскому государственному и партийному деятелю, уроженцу Черниговщины Ивану Павловичу Товстуху — демонтирована — на здании училища, где учился (1902—1907)[6]